# Hyolitha
Gli ioliti (Hyolitha) o iolitidi sono enigmatici animali estinti, vissuti nei mari del Paleozoico.

## Descrizione
Tutto quello che si conosce di questi animali sono i resti delle loro piccole conchiglie coniche. Questi gusci calcarei possedevano un opercolo ricoperto e due supporti curvati, noti come helen. La maggior parte degli ioliti erano lunghi da uno a quattro centimetri e la sezione della loro conchiglia era ellittica o triangolare. Sembra che alcune specie possedessero conchiglie annulate o striate.

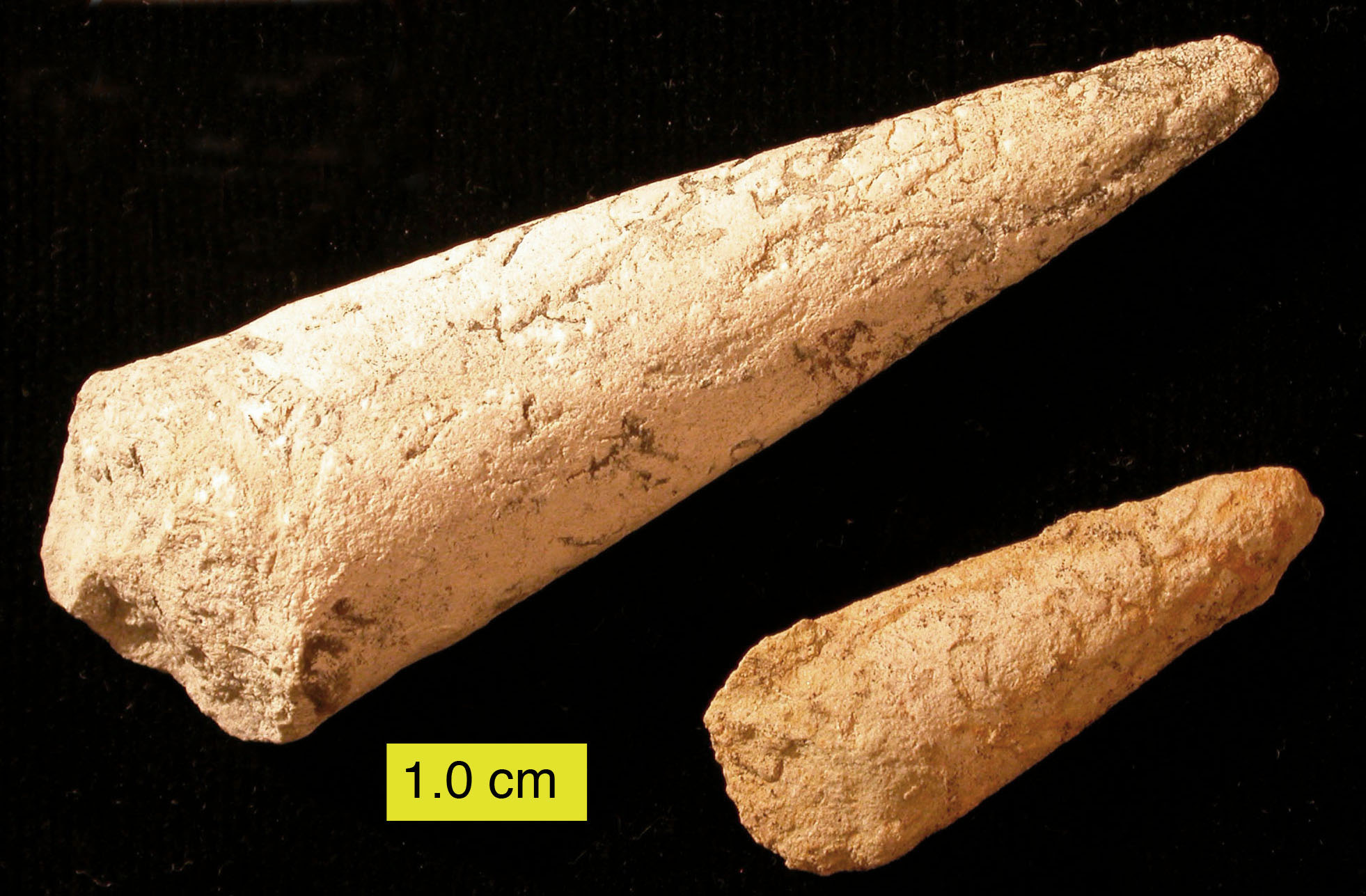
Calchi interni di iolitidi, Ordoviciano medio dell'Estonia

## Classificazione enigmatica
Gli ioliti non assomigliano a nessun altro animale noto, vivente o estinto, quindi la loro classificazione è altamente problematica. Alcuni autori ritengono che questo gruppo fosse parte dei molluschi, ma generalmente questa concezione non riscuote un grande successo tra gli studiosi. Tracce fossili di un intestino convoluto sembrerebbero mostrare analogie con i vermi sipunculidi. Nonostante l'abbondanza di fossili, le conchiglie degli iolitidi rimangono strutture enigmatiche: non si sa nulla dei loro antenati e nemmeno delle loro strutture interne. Si presume che fossero animali bentici (abitanti dei fondali marini) e vi sarebbero alcune prove che li identificano come carnivori. Uno degli iolitidi più noti è Haplophrentis, di Burgess Shales.